# Grand Prix Europy na żużlu
Grand Prix Europy w sporcie żużlowym – zawody z cyklu żużlowego Grand Prix.
Zawody o Wielką Nagrodę Europy są drugą eliminacją rozgrywaną w Polsce. Po raz pierwszy dwie polskie rundy odbyły się w 1999 (jednak oba pod nazwą GP Polski I oraz GP Polski II).
W 2000 w Bydgoszczy odbyła się pierwsza runda GP Europy; była ostatnią eliminacją cyklu. W kolejnym roku zawody zastąpiono GP Niemiec.
Do rozgrywania GP Europy powrócono już w roku 2002, w wyniku zwiększenia liczby eliminacji z sześciu do dziesięciu. Przez dwa lata zawody rozgrywano na Stadionie Śląskim w Chorzowie, na torze, na którym w 1973 Jerzy Szczakiel w biegu dodatkowym pokonał Ivana Maugera i został pierwszym Polakiem – Mistrzem Świata. W Chorzowie nie było drużyny ligowej – organizatorem była bydgoska Polonia (jednocześnie w Bydgoszczy odbywało się GP Polski).
Słaba promocja turnieju, niska (jak na możliwości Stadionu Śląskiego) frekwencja spowodowała, że od 2004 GP Europy organizował Wrocław. Wcześniej Wrocław był organizatorem 5 rund GP Polski w latach 1995-1997 i 1999-2000. Wrocław organizował zawody GP do 2007 roku.
Od 2008 do 2012 organizatorem GP Europy był miasto Leszno.
Najwięcej razy, bo pięciokrotnie, Wielką Nagrodę Europy zdobyli Australijczycy (w tym trzy zwycięstwa Jasona Crumpa).

## Podium
| Sezon | Nr tur.         | Miejsce   | Stadion                      |                    |                  |                  |
| 2000  | 1 (36) wyniki   | Bydgoszcz | Stadion Polonii              | Billy Hamill       | Greg Hancock     | Tony Rickardsson |
| 2002  | 2 (50) wyniki   | Chorzów   | Stadion Śląski               | Nicki Pedersen     | Jason Crump      | Mikael Max       |
| 2003  | 3 (53) wyniki   | Chorzów   | Stadion Śląski               | Tony Rickardsson   | Nicki Pedersen   | Lukáš Dryml      |
| 2004  | 4 (64) wyniki   | Wrocław   | Stadion Olimpijski           | Bjarne Pedersen    | Jarosław Hampel  | Tony Rickardsson |
| 2005  | 5 (71) wyniki   | Wrocław   | Stadion Olimpijski           | Tony Rickardsson   | Leigh Adams      | Jason Crump      |
| 2006  | 6 (81) wyniki   | Wrocław   | Stadion Olimpijski           | Jason Crump        | Greg Hancock     | Matej Žagar      |
| 2007  | 7 (91) wyniki   | Wrocław   | Stadion Olimpijski           | Nicki Pedersen     | Hans N. Andersen | Chris Harris     |
| 2008  | 8 (102) wyniki  | Leszno    | Stadion im. Alfreda Smoczyka | Leigh Adams        | Greg Hancock     | Nicki Pedersen   |
| 2009  | 9 (113) wyniki  | Leszno    | Stadion im. Alfreda Smoczyka | Jason Crump        | Tomasz Gollob    | Andreas Jonsson  |
| 2010  | 10 (123) wyniki | Leszno    | Stadion im. Alfreda Smoczyka | Jason Crump        | Jarosław Hampel  | Emil Sajfutdinow |
| 2011  | 11 (134) wyniki | Leszno    | Stadion im. Alfreda Smoczyka | Nicki Pedersen     | Tomasz Gollob    | Emil Sajfutdinow |
| 2012  | 12 (146) wyniki | Leszno    | Stadion im. Alfreda Smoczyka | Chris Holder       | Tomasz Gollob    | Jarosław Hampel  |
| 2013  | 13 (158) wyniki | Bydgoszcz | Stadion Polonii              | Emil Sajfutdinow   | Matej Žagar      | Tomasz Gollob    |
| 2014  | 14 (170) wyniki | Bydgoszcz | Stadion Polonii              | Krzysztof Kasprzak | Darcy Ward       | Jarosław Hampel  |

- Zwycięzcy

3x Jason Crump, Nicki Pedersen

2x Tony Rickardsson

1x Billy Hamill, Bjarne Pedersen, Leigh Adams, Chris Holder, Emil Sajfutdinow, Krzysztof Kasprzak
- Finaliści

8x – Jason Crump

7x – Jarosław Hampel

5x – Tony Rickardsson, Nicki Pedersen, Tomasz Gollob, Greg Hancock

3x – Emil Sajfutdinow

2x – Leigh Adams, Andreas Jonsson, Matej Žagar

1x – Billy Hamill, Mikael Max, Lukáš Dryml, Bjarne Pedersen, Piotr Protasiewicz, Antonio Lindback, Hans N. Andersen, Chris Harris, Janusz Kołodziej, Chris Holder, Tai Woffinden, Krzysztof Kasprzak, Darcy Ward